# Kauri noir
Espèce
Classification phylogénétique
Statut de conservation UICN

 NT  : Quasi menacé
Agathis atropurpurea, communément appelé kauri noir ou kauri bleu est une espèce de conifère de la famille des Araucariaceae. Il est endémique du Queensland en Australie. Il est menacé du fait de la destruction de son habitat.

## Morphologie

### Stature et écorce
L'agathis atropurpurea peut atteindre une taille de 50 mètres. Les jeunes arbres présentent une écorce lisse et légèrement écaillée dont la couleur caractéristique varie entre le noir, le violet et le bleu marine. Lorsque le kauri noir atteint la taille adulte, il développe une écorce écailleuse de couleur brune. Il arrive alors que l'arbre soit confondu avec son homologue, l’agathis microstachya.

### Branches et feuilles
Les bourgeons se présentent sous forme sphérique et atteignent une longueur d'environ 1,5 millimètre. Les feuilles ont une forme lancéolée avec un bout pointu et de fines nervures longitudinales.

### Appareils reproducteurs
Les cônes mâles ont une tige courte et peuvent mesurer jusqu'à trois centimètres (1.2 pouce) de long. Les cônes femelles sont, quant à eux, plus grands, ont une couleur verte quand ils sont jeunes et possèdent entre 90 et 150 écailles.

## Biogéographie

### Distribution naturelle
Le kauri noir est endémique de la région côtière du nord-est du Queensland. Il pousse généralement dans la forêt tropicale riche en vignes, fougères, mousses et en bryophytes. On le retrouve également à des altitudes de 750 à 1 500 mètres sur les crêtes de montagnes composées de roches granitiques et rhyolitiques. Son aire de répartition s’étend du mont Pieter Botte au mont Bartle Frere.

## Écologie

### Statut et préservation
Le kauri noir est répertorié comme "quasi menacé" dans la liste rouge des espèces menacées de l'UICN. Dans les endroits où l'exploitation forestière est autorisée son nombre a diminué. L'arbre est maintenant une espèce protégée dans de nombreux lieux tels que le parc national Wooroonooran.